# Expensive Planetarium
El Expensive Planetarium (Planetario Costoso) era la exhibición de estrellas escrita por Peter Samson para Spacewar!, uno de los primeros juegos interactivos de computadora. Concebido y escrito por estudiantes del Instituto de Tecnología de Massachusetts (MIT), incluyendo a Stephen Russell, quien lo programó, el juego Spacewar! corrió por primera vez a principios de 1962 en el PDP-1 donado a la escuela por Digital Equipment Corporation (DEC). El planetario reemplazó, en 1962 o 1963, los puntos de luz al azar, que representaban las estrellas en el juego.
Basado en los datos del American Ephemeris and Nautical Almanac, Samson codificó el cielo de la noche entre los 22 1/2 grados norte y 22 1/2 grados sur. El planetario exhibe todas las estrellas arriba de la magnitud 5, con su brillo relativo, sobre Cambridge, Massachusetts. Las estrellas pueden estar fijas o pueden moverse de derecha a izquierda.
Escrito en el lenguaje ensamblador del PDP-1, la exhibición consiguió su nombre debido al precio de un PDP-1, que en ese entonces era cerca de $120.000 en 1962 USD. Su predecesor, el Expensive Typewriter (la Máquina de Escribir Costosa), escrita por Stephen Piner y mejorada por Peter Deutsch fue el editor que permitió a los usuarios del MIT operar directamente el TX-0 y el PDP-1. el Expensive Typewriter descendía del Colossal Typewriter (La Máquina de Escribir Colosal) de John McCarthy y Roland Silver. También durante este período, Robert A. Wagner escribió el Expensive Desk Calculator (La Calculadora de Escritorio Costosa), y David Gross creó, con ayuda de Alan Kotok, el Expensive Tape Recorder (El Grabador de Cinta Costoso).
El Spacewar! casi original puede ser jugado en el único PDP-1 en funcionamiento, restaurado en el Museo Histórico de Ordenadores en 2004-2006. Un applet de Java de los Agentes de Software del Laboratorio de Medios del MIT puede ser jugado en un navegador web.